# دخلة مخططة

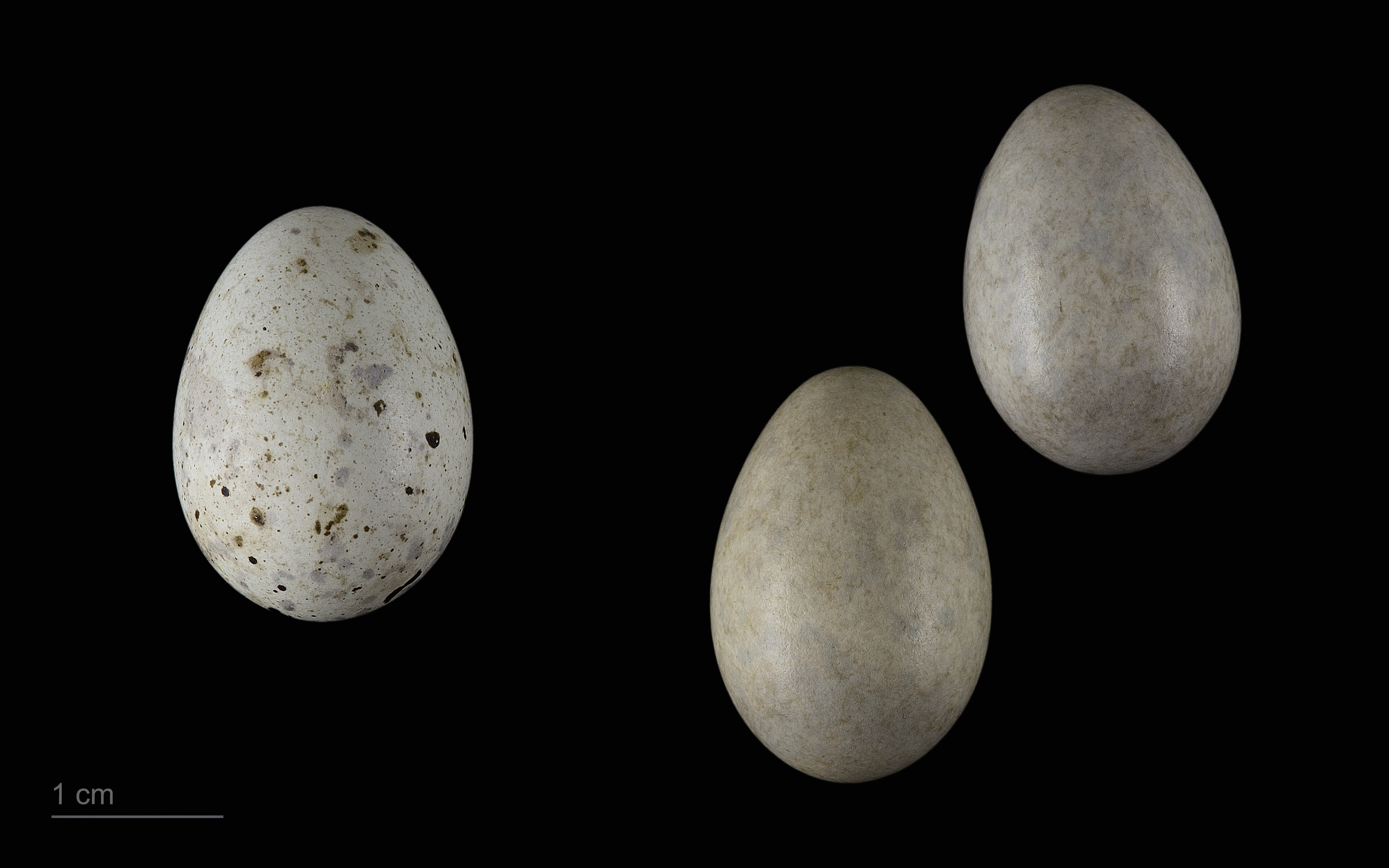
Cuculus canorus canorus + Sylvia nisoria

دُخَّلة سَوْذَقِيَّة أو زُرَّيْقَة أو دخلة مخططة يسمى أيضا هازجة موشحةأويكيكي، هو طائر ينتمي إلى طيور مغردة من جنس سيليفيا.